# Stefanie Anthes
Stefanie Anthes (* 13. Juni 1986 in Berlin) ist eine ehemalige deutsche Wasserspringerin.

## Karriere
Stefanie Anthes studierte an der Humboldt-Universität zu Berlin. Zum Wassersport hatte sie bereits 1993 gefunden. Sie startete zu ihrer aktiven Zeit für den Berliner TSC, dem sie noch immer, jetzt dem Ausbilderstab zugehörig, angehört. Ihr letzter Trainer war Jan Kretzschmar. Anthes startete sowohl im Einzel als auch mit Christin Steuer im Synchron-Doppel. Bei den deutschen Meisterschaften 2007 im Freien verwies sie Annett Gamm und ihre Doppelpartnerin auf die Plätze und gewann überraschend den Titel der Deutschen Meisterin. In der Halle wurde sie 2007 Zweite hinter Steuer und mit Steuer Zweite im Synchronspringen hinter Nora Subschinski und Gamm. 2008 wurde sie zunächst Zweite hinter Gamm vom Turm in der Halle und später hinter ihrer Doppelpartnerin auf dem 3-Meter-Brett im Freien. Anthes konnte sich mit guten Leistungen für die Olympischen Spiele 2008 von Peking qualifizieren. Sie blieb dort ohne Medaille, doch siegte sie wenig später beim Kürpokal in Aachen mit ihrer Sprungpartnerin Josephine Möller.
2009 belegte sie bei den Deutschen Meisterschaften drei zweite Plätze (im Freien Synchron Turm, in der Halle Synchron Turm und Einzel Turm) und einen fünften Rang (in der Halle Einzel Turm). In den Folgejahren ließen die vorderen Platzierungen nach, einen Titel im Synchronspringen vom Turm 2012 errang sie aber noch. Insgesamt wurde sie bei Deutschen Meisterschaften dreimal Erste, zehnmal Zweite, einmal Vierte, zweimal Fünfte und dreimal Sechste. Außerdem steht ein fünfter Platz beim European Champions Cup zu Buche sowie ein kontinuierlich gutes Abschneiden im Rahmen des FINA-Diving-Grand Prix.